# Imbersago

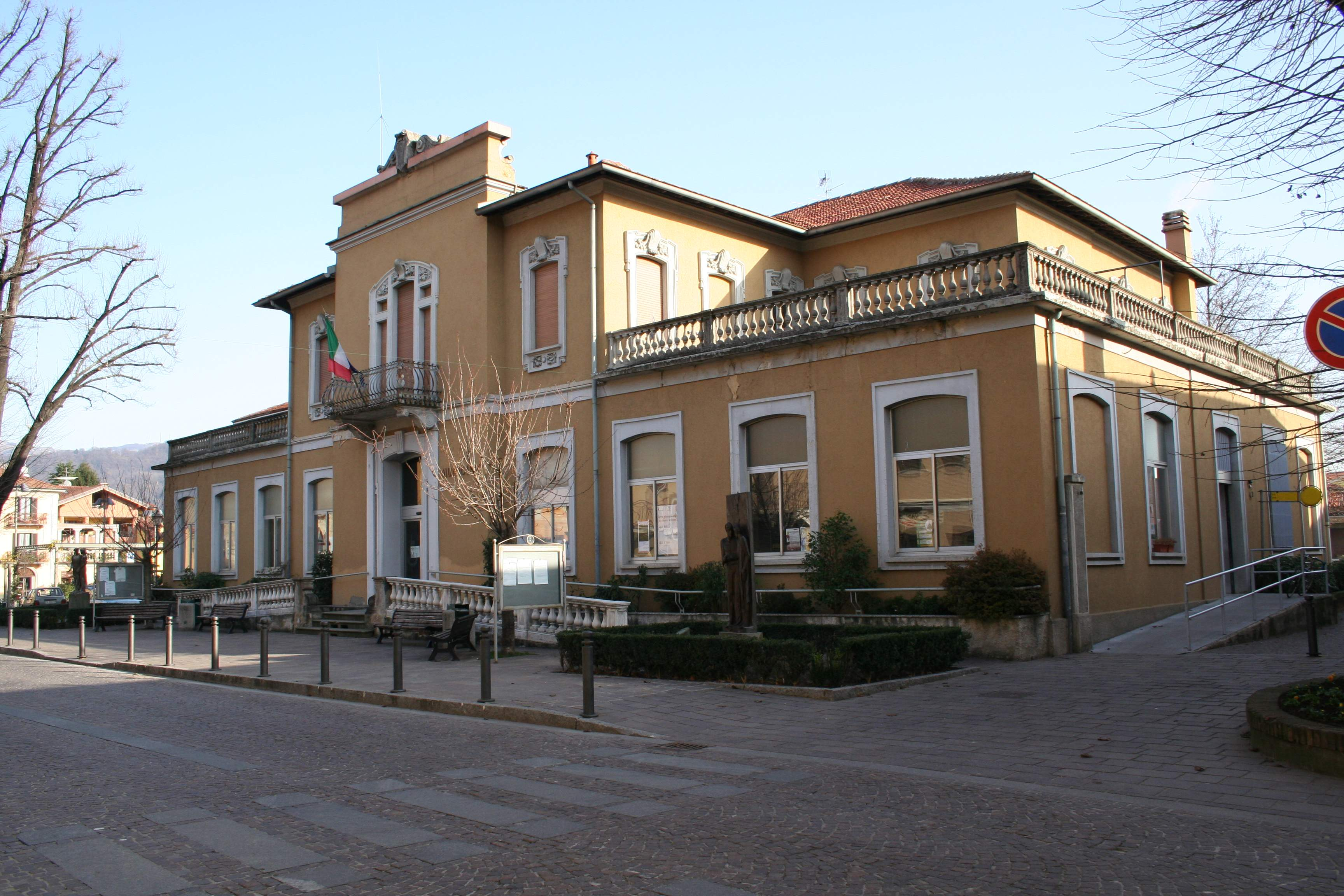
Gemeindehaus Imbersago

Imbersago ist eine Gemeinde in der Provinz Lecco in der italienischen Region Lombardei mit 2482 Einwohnern (Stand 31. Dezember 2023).

## Geographie
Imbersago liegt etwa 15 km südlich der Provinzhauptstadt Lecco und 35 km nordöstlich der Millionen-Metropole Mailand. Im Jahr 1971 hatte die Gemeinde Imbersago eine Fläche von 314 Hektar. 
Die Nachbargemeinden sind Calco, Merate, Robbiate und Villa d’Adda (BG).

## Geschichte
Imbersago scheint mit dem fundo Amberciaco identifiziert zu werden, der in ripa fluvio Adua liegt und 985 bezeugt ist. In den Statuten für die Straßen und Gewässer des Herzogtums Mailand wurde er in der Gemeinde Brivio als el locho de Imberzago aufgeführt. Im Jahr 1411, mit der Bestätigung der bereits von Bernabò Visconti gewährten Immunitäten und Befreiungen für die Ghibellinen Montis Brianzie partium nostrarum Martexane superioris, und in der am 10. Juli 1412 dem Herzog von Mailand Filippo Maria Visconti geleisteten Eidesformel, wurden omnia communia Montisbriantie contrate Martesane genannt, darunter auch Imbersago. Im Grundbuch des Herzogtums Mailand von 1558 und den nachfolgenden Aktualisierungen bis zum 17. Jahrhundert wird Imbersago unter den Gemeinden der Pieve Brivio aufgeführt. In einem Prospekt aus dem Jahr 1572 (Terre Ducato di Milano, 1572), in dem alle Ländereien des Herzogtums Mailand und andere, die für den Verkauf freigegeben waren, aufgeführt waren, war auch Imbresago (Imbersago) enthalten.
Aus den Antworten, die im Jahr 1751 auf die 45 Fragen der königlichen Volkszählung gegeben wurden, geht hervor, dass die Gemeinde Imbersago, die zur Pieve Brivio gehörte, zu dieser Zeit nicht feudal war und sich selbst abgelöst hatte, indem sie alle fünfzehn Jahre 123,13 Lire mezz'annata zahlte. Dort residierte kein königlicher oder feudaler iusdicente; die Gemeinde unterstand dem königlichen Amt Martesana, auf dessen Strafbank der Konsul einen Eid abzulegen pflegte.
Nach dem vorübergehenden Anschluss der lombardischen Provinzen an das Königreich Sardinien wurde die Gemeinde Imbersago mit 947 Einwohnern, die von einem fünfzehnköpfigen Gemeinderat und einem zweiköpfigen Stadtrat verwaltet wird, gemäß der durch das Gesetz vom 23. Oktober 1859 festgelegten Gebietsaufteilung dem Bezirk III von Brivio, Bezirk III von Lecco, Provinz Como, zugeordnet. Bei der Gründung des Königreichs Italien im Jahr 1861 hatte die Gemeinde 1.024 Einwohner (Volkszählung 1861). Nach dem Gemeindegesetz von 1865 wurde die Gemeinde von einem Bürgermeister, einer Junta und einem Rat verwaltet. Im Jahr 1867 wurde die Gemeinde in denselben Bezirk, Kreis und dieselbe Provinz eingegliedert (Verwaltungsbezirk 1867).
Im Jahr 1924 wurde die Gemeinde in den Bezirk Lecco der Provinz Como eingegliedert. Nach der Gemeindereform im Jahr 1926 wurde die Gemeinde von einem Podestà verwaltet. Im Jahr 1928 wurde die Gemeinde Imbersago mit der Gemeinde Robbiate zusammengelegt. Im Jahr 1948 wurde die autonome Gemeinde Imbersago durch Abtrennung ihres Gebiets von der Gemeinde Robbiate wiederhergestellt. Nach dem geltenden Gesetz über das Gemeindesystem wurde die Gemeinde von einem Bürgermeister, einer Junta und einem Rat verwaltet.

## Bevölkerung
| Bevölkerungsentwicklung | Bevölkerungsentwicklung | Bevölkerungsentwicklung | Bevölkerungsentwicklung | Bevölkerungsentwicklung | Bevölkerungsentwicklung | Bevölkerungsentwicklung | Bevölkerungsentwicklung | Bevölkerungsentwicklung | Bevölkerungsentwicklung | Bevölkerungsentwicklung | Bevölkerungsentwicklung | Bevölkerungsentwicklung | Bevölkerungsentwicklung | Bevölkerungsentwicklung | Bevölkerungsentwicklung | Bevölkerungsentwicklung |
| ----------------------- | ----------------------- | ----------------------- | ----------------------- | ----------------------- | ----------------------- | ----------------------- | ----------------------- | ----------------------- | ----------------------- | ----------------------- | ----------------------- | ----------------------- | ----------------------- | ----------------------- | ----------------------- | ----------------------- |
| Jahr                    | 1861                    | 1871                    | 1881                    | 1901                    | 1911                    | 1921                    | 1931                    | 1951                    | 1961                    | 1971                    | 1981                    | 1991                    | 2001                    | 2011                    | 2022                    |                         |
| Einwohner               | 1024                    | 1096                    | 1179                    | 1316                    | 1443                    | 1437                    | 1329                    | 1387                    | 1365                    | 1315                    | 1618                    | 1756                    | 1926                    | 2408                    | 2478                    |                         |
| Quelle: ISTAT           |                         |                         |                         |                         |                         |                         |                         |                         |                         |                         |                         |                         |                         |                         |                         |                         |

## Kultur und Sehenswürdigkeiten
- Pfarrkirche Santi Pietro e Marcellino – Fest des Ortspatrons am 2. Juni. Die Kirche ist das wichtigste religiöse Gebäude der Gemeinde. Obwohl der Bau des heutigen Gebäudes erst im Jahr 1608 begonnen wurde, kann es auf eine tausendjährige Geschichte zurückblicken, die nach Ansicht einiger Historiker bis in die zweite Hälfte des 1. Jahrtausends zurückreicht. Das Gebäude wurde im Jahr 1760 und in der Zeit von 1789 bis 1797 umgebaut. Der Kirchhof und der Pronaos wurden kürzlich renoviert.
- Kirche San Paolo befindet sich im Stadtzentrum und ist das älteste religiöse Gebäude in Imbersago (es gibt Hinweise auf das 13. Jahrhundert) mit Ausnahme der inzwischen abgerissenen Kirche San Michele.
- Wallfahrtskirche Madonna del Bosco. Die Geschichte des Heiligtums begann im Jahr 1615, als im Dorf Gerüchte über angebliche Erscheinungen in den Wäldern darüber kursierten.
- Betkapelle San Marcellino
- La Torre
- Villa Pio Falcò di Savoia

## Bilder

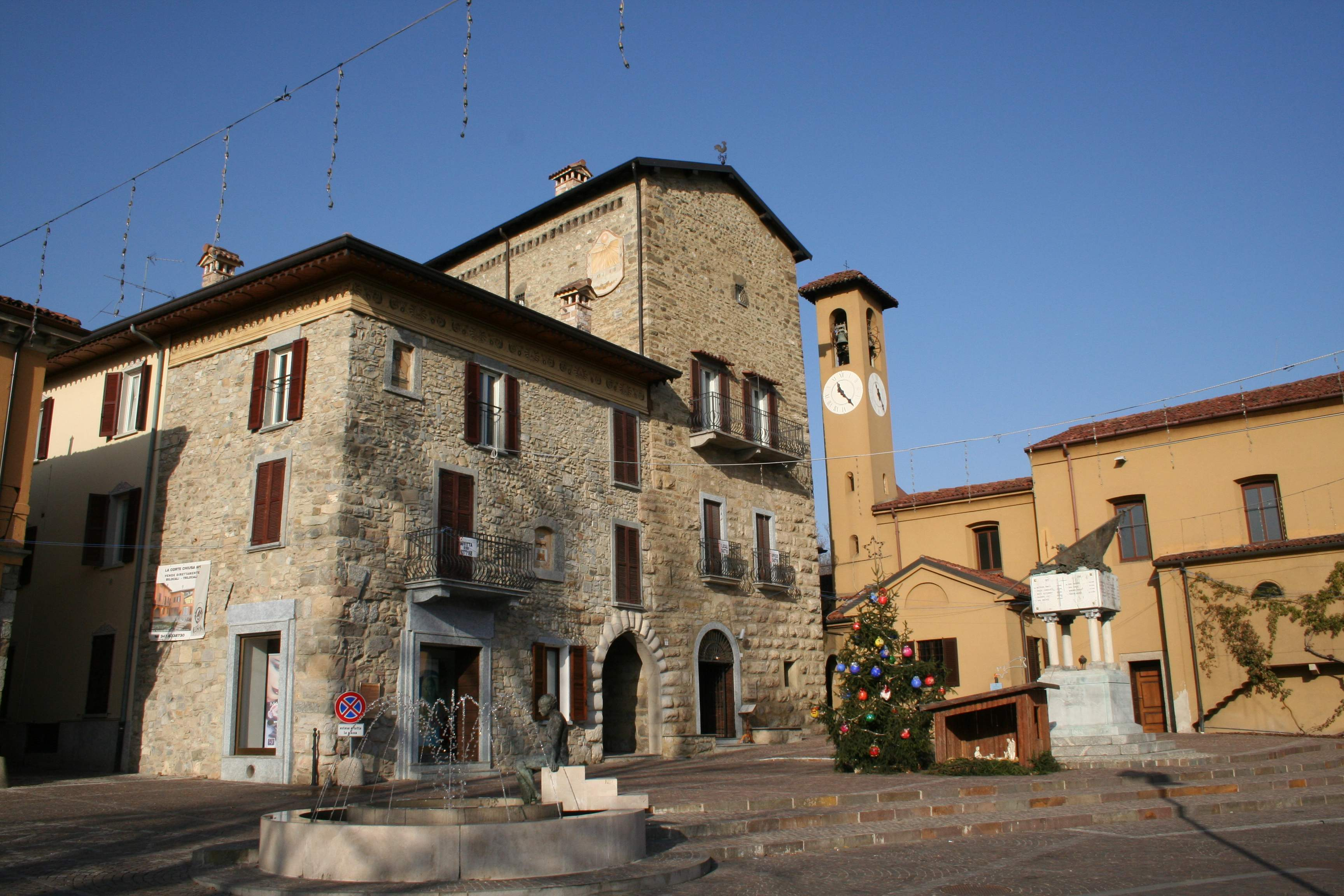
Hauptplatz von Imbersago für Giuseppe Garibaldi
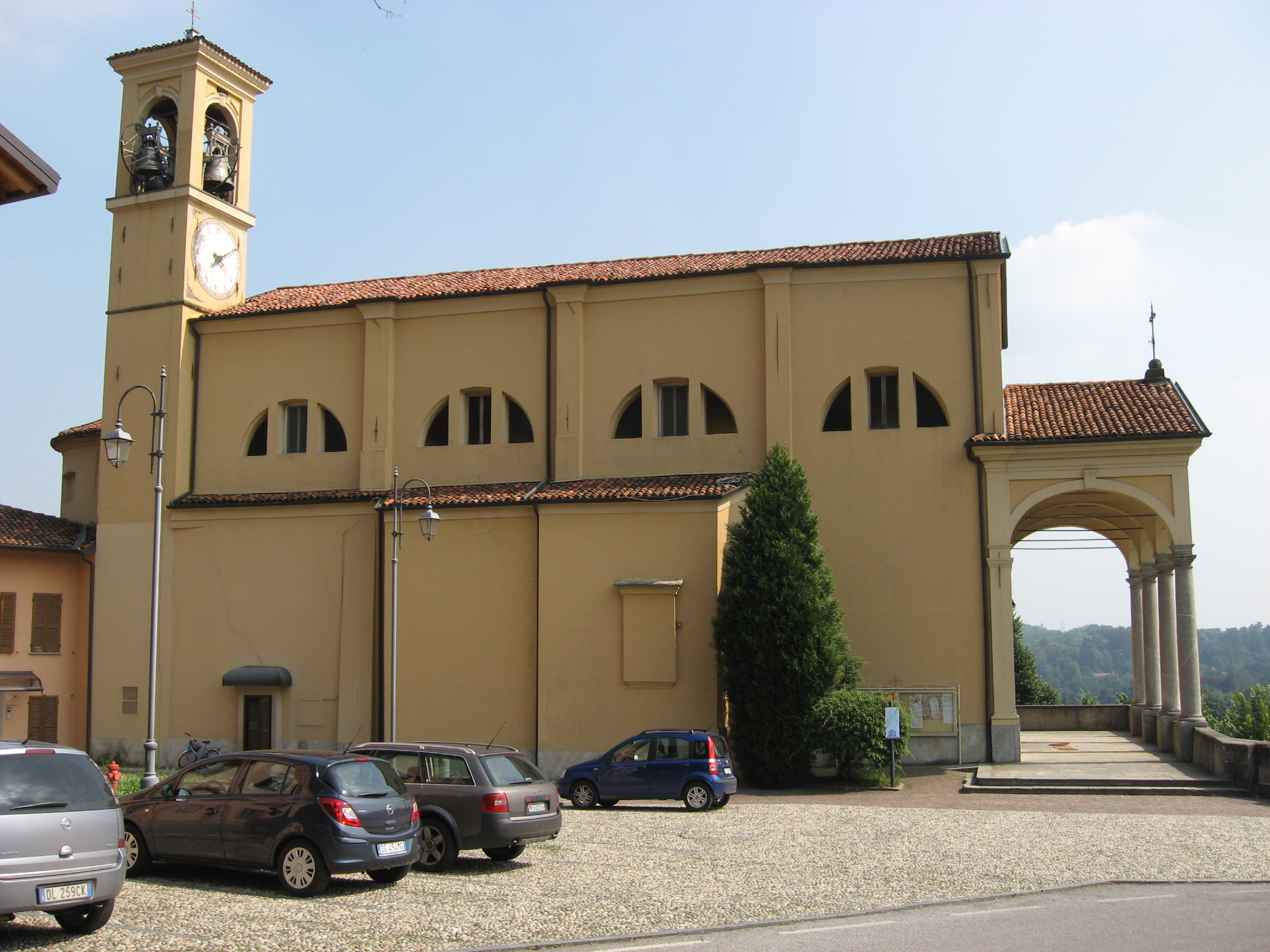
Kirche der Heiligen Petrus und Marcellinus (Santi Marcellino e Pietro)
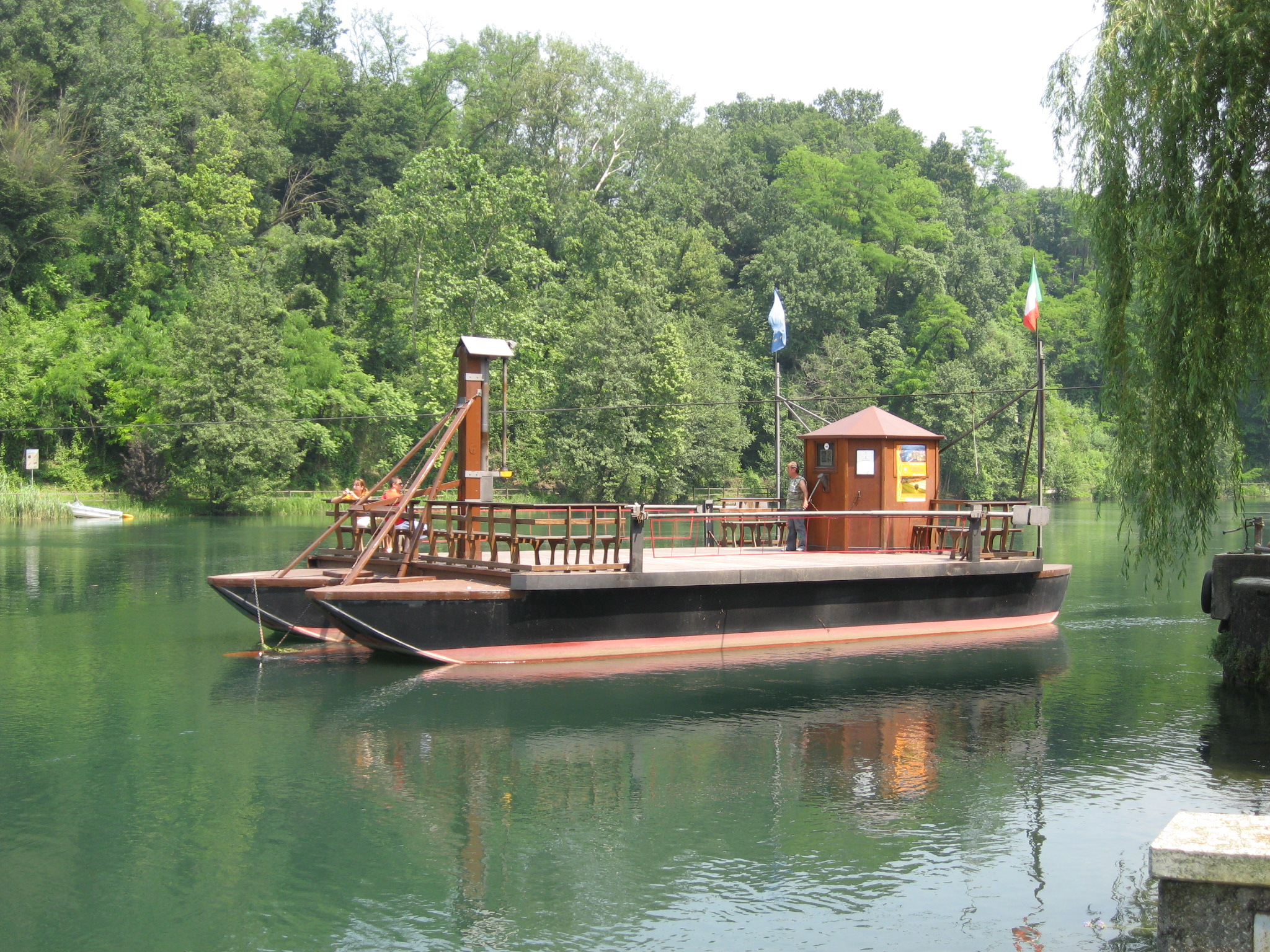
Die Traghetto di Leonardo ist ein von Leonardo da Vinci erfundenes Boot
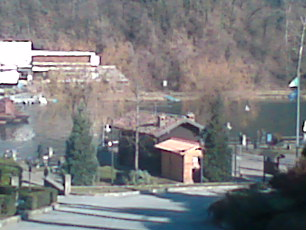
Die Adda in Imbersago
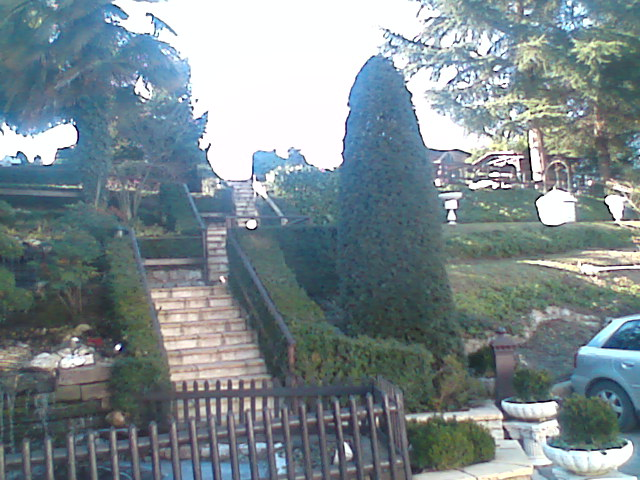
Ein Garten in Imbersago